# Schapendoes
Schapendoes – rasa psów należących do psów pasterskich i zaganiających, zaklasyfikowana do sekcji psów pasterskich (owczarskich). Nie podlega  próbom pracy

## Rys historyczny
Psy podobne do Schapendoesa istniały od dawna na terenach wschodniej, środkowej i południowej Europy. 
Były one starą odmianą psów pilnujących stad owiec na równinach, a wiele z nich jest nadal zbliżona w wyglądzie do Schapendoes (np. Polski owczarek nizinny). W okolicach prowincji Drenthe i Veluwe psy tej rasy hodowane były głównie przez ubogich pasterzy, którzy przede wszystkim krzyżowali osobniki dobrze pracujące oraz o ciemnym umaszczeniu. 
Nad rozwojem oraz popularyzacją rasy pracował niderlandzki kynolog Toepoel, który w roku 1947 założył związek De Nederlandse Schapendoes wraz z innymi hodowcami i naukowcami.

## Użytkowość
Współcześnie psy rasy schapendoes są psami rodzinnymi, sprawdzającymi się konkurencjach ruchowych takich jak agility.

## Popularność
W latach 90. XX wieku do Niderlandzkiej Księgi Rodowodowej wpisywanych co roku było około 250 psów rasy schapendoes i odnotowywano coraz większe zainteresowanie tą rasą. 